# Minamoto no Yoshinaka
Minamoto no Yoshinaka  (源 義仲?), noto anche come Kiso Yoshinaka (木曾 義仲?) (Musashi, 1154 – Ōtsu, 1184) è stato un militare giapponese. Fu cugino e rivale di Minamoto no Yoritomo, il primo shōgun dello shogunato Kamakura.

## Biografia

### Infanzia
Il padre di Yoshinaka, Yoshikata, fu ucciso da suo nipote Yoshihira durante una faida familiare. Yoshihira si impossessò delle sue terre, perciò il piccolo Yoshinaka fu cresciuto nel clan Nakahara di Kiso, nella provincia di Shinano, e cambiò il suo cognome in Kiso.

### Guerra Genpei

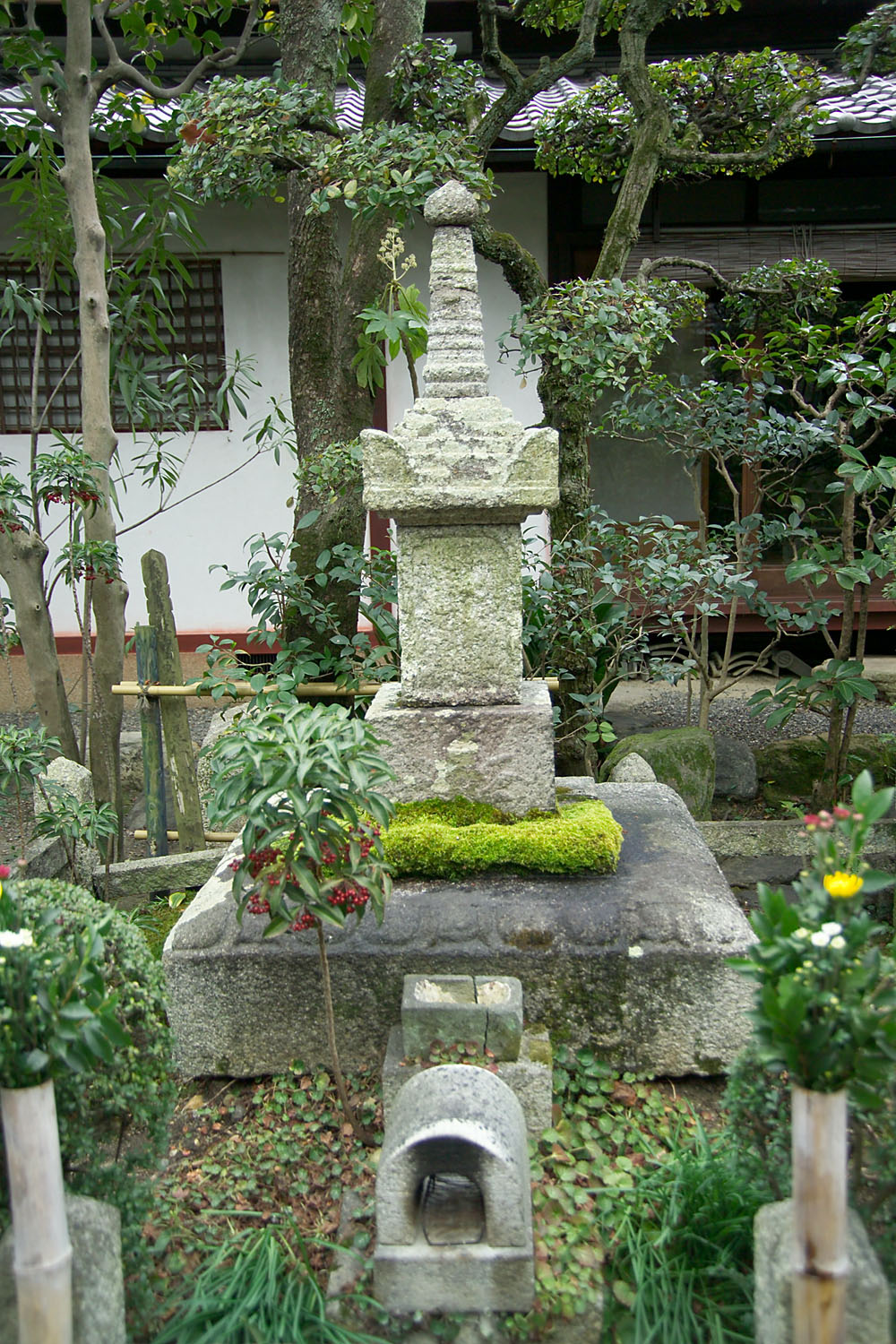
Tomba di Yoshinaka nel tempio Gichū-ji a Ōtsu, nella prefettura di Shiga.

Nel 1180 Yoshinaka si mise alla testa de esercito e rapidamente conquistò la provincia di Shinano, prendendo parte a quella che sarebbe divenuta nota come guerra Genpei. Tomoe Gozen, probabilmente la onna-bugeisha più famosa della storia del Giappone, combatté al suo fianco fino alla sua morte.
Nel 1181, Yoshinaka cercò di rimpossessarsi del feudo di famiglia, che ora era sotto il controllo di suo cugino Yoritomo. Questi accettò di restituirglielo, a patto che Yoshinaka accettasse Yoritomo come capo del clan, rinunciando alle sue pretese sulla carica. Tuttavia, Yoshinaka aveva ancora un'ultima possibilità per superare Yoritomo e diventare il nuovo capo del clan, e cioè impossessarsi della capitale imperiale, Kyoto.
Dopo aver sconfitto le armate di Taira no Koremori nella battaglia di Kurikara, Yoshinaka si mise in marcia verso Kyoto, dalla quale i Taira si ritirarono portando con sé l'imperatore Antoku, ancora bambino. Dopo tre giorni l'esercito di Yoshinaka fece il suo ingresso nella capitale, accolto trionfalmente dall'imperatore claustrale Go-Shirakawa. Tuttavia, le armate di Yoshinaka causarono problemi in città, e l'imperatore gli ordinò di attaccare le roccaforti dei Taira, in modo da allontanare l'esercito dalla capitale. Al suo ritorno, però, Yoshinaka scoprì che Go-Shirakawa si era schierato con Yoritomo, così occupò militarmente e saccheggiò Kyoto, mise agli arresti l'imperatore claustrale e lo costrinse a concedergli il titolo di shōgun. Infine attaccò alcuni villaggi Taira e Antoku minacciò Yoritomo di annientarlo.
Yoritomo, infuriato per questa aperta ribellione, ordinò a suo fratello Yoshitsune di uccidere Yoshinaka. Questi cacciò Yoshinaka dalla capitale e lo inseguì fino ad Awazu, odierna Ōtsu, nella provincia di Omi, dove lo uccise. Di sua moglie Tomoe Gozen si persero le tracce durante la battaglia. Secondo alcuni morì al fianco del marito, secondo altri fuggì per ordine di Yoshinaka. Il corpo di Yoshinaka fu sepolto poco distante dal luogo della battaglia, ed accanto alla sua fu posta una lapide con il nome di Tomoe.

## Fama
- Minamoto no Yoshinaka è uno dei protagonisti del poema epico del periodo Kamakura Heike monogatari ("storia della famiglia Taira").
- Durante il periodo Muromachi, ad Otsu, nel luogo della sua tomba, fu costruito un tempio, il Gichū-ji, il cui nome è la lettura on'yomi del nome Yoshinaka.
- Il poeta del periodo Edo Matsuo Bashō è sepolto accanto a lui nel Gichū-ji, in quanto espresse questo desiderio alla fine della sua vita.